# كعك بذور الخشخاش

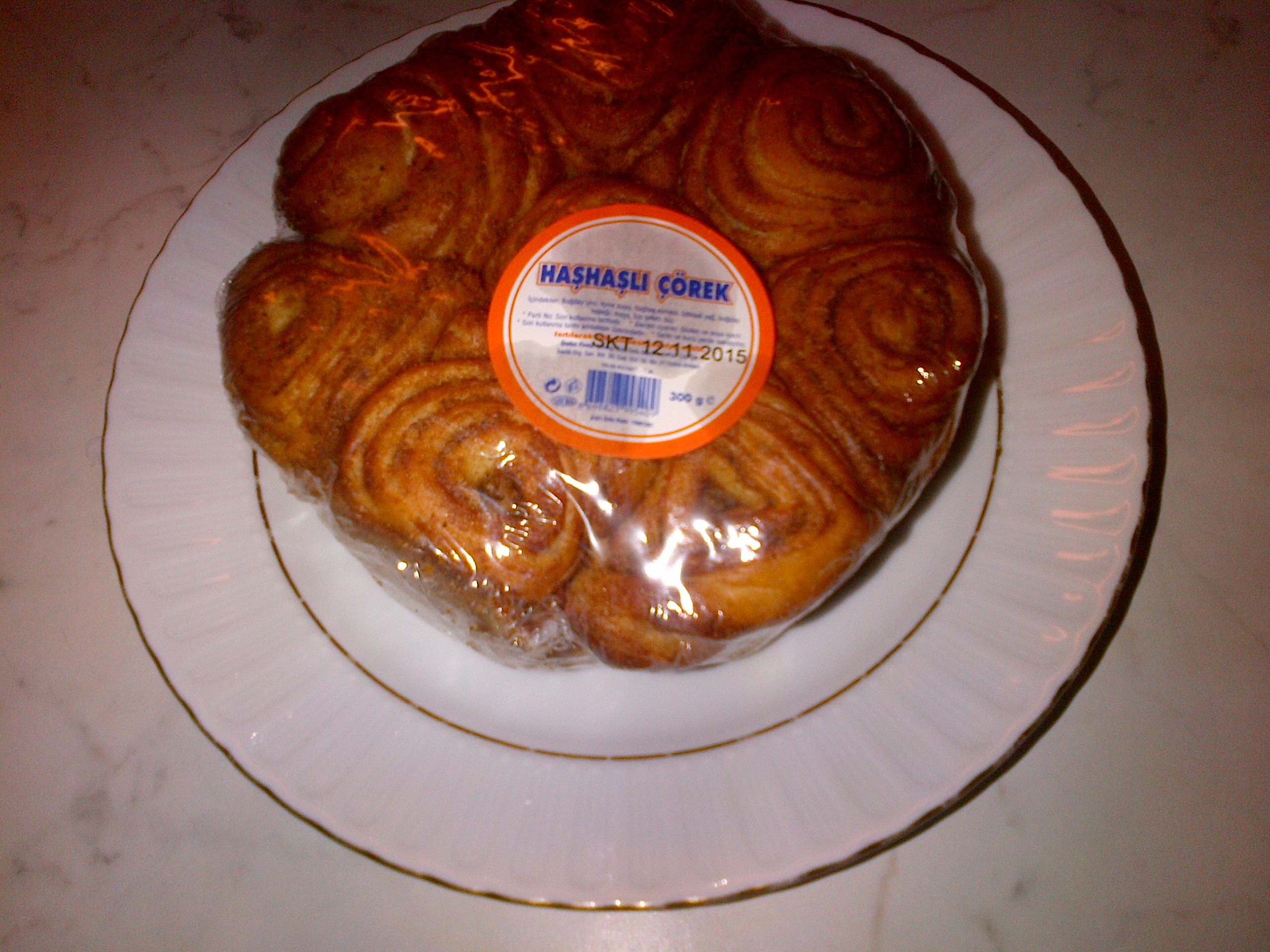
يُباع كعك بذور الخشخاش معبأً.

كعك بذور الخشخاش أو خبز بذور الخشخاش أو نقول بذور الخشخاش التركية أو نوقول بذور الخشخاش (بالتركية: Haşhaşlı çörek)‏، هو نوع من حلوى النقول في المطبخ التركي.

## أصناف نقول الخشخاش حسب المنطقة

#### الخشخاش الأفيون نوقولو (Haşhaşlı Afyon Nokulu)
إنها مجموعة متنوعة من نقول بذور الخشخاش المصنوعة في أفيون.

#### اسكيشهير الوقومو ببذور الخشخاش (Haşhaşlı Eskişehir Lokumu)
إنها نوع من النقول (اللقم) المصنوع في إسكي شهير. 